# Kalinkowo
Kalinkowo (russisch Калинково, deutsch Irglacken) ist ein Ort in der russischen Oblast Kaliningrad. Er gehört zur kommunalen Selbstverwaltungseinheit Stadtkreis Gwardeisk im Rajon Gwardeisk.

## Geographische Lage
Kalinkowo liegt sieben Kilometer nordwestlich der Rajonstadt Gwardeisk (Tapiau) und ist über die Kommunalstraße 27K-202 von Borskoje (Schiewenau) an der Föderalstraße A229 zu erreichen. Durch Kalinkowo verläuft auch die Kommunalstraße 27K-221 von Gwardeisk nach Jablonowka (Bartenhof). Bis 1945 war das damalige Irglacken Bahnstation an der Bahnstrecke Tapiau-Possindern (- Königsberg) der Wehlau–Friedländer Kreisbahnen, die heute nicht mehr betrieben wird.

## Geschichte
Die Gründung des bis 1946 Irglacken genannten Ortes erfolgte vor 1350. Das Gutsdorf mit ein paar weiteren Gehöften wurde 1874 in den damals neu errichteten Amtsbezirk Bonslack (russisch: Gorki, nicht mehr existent) eingegliedert, der bis 1945 bestand und zum Kreis Wehlau im Regierungsbezirk Königsberg der preußischen Provinz Ostpreußen gehörte. Am 2. Januar 1916 wurde der Gutsbezirk Irglacken in eine Landgemeinde umgewandelt.
In Kriegsfolge kam Irglacken 1945 mit dem nördlichen Ostpreußen zur Sowjetunion. 1947 erhielt der Ort die russische Bezeichnung „Kalinkowo“ und wurde gleichzeitig dem Dorfsowjet Borski selski Sowet im Rajon Gwardeisk zugeordnet. Von 2005 bis 2014 gehörte Kalinkowo zur Landgemeinde Slawinskoje selskoje posselenije und seither zum Stadtkreis Gwardeisk.

### Einwohnerentwicklung
| Jahr | Einwohner |
| ---- | --------- |
| 1910 | 123       |
| 1933 | 233       |
| 1939 | 209       |
| 2002 | 301       |
| 2010 | 249       |

## Kirche
Die Bevölkerung Irglackens war vor 1945 weitestgehend evangelischer Konfession. Das Dorf war in das Kirchspiel der Kirche Kremitten (russisch: Losowoje) eingepfarrt, die zum Kirchenkreis Wehlau (Snamensk) in der Kirchenprovinz Ostpreußen der Kirche der Altpreußischen Union gehörte. Heute liegt Kalinkowo im Einzugsbereich der neu entstandenen evangelisch-lutherischen Gemeinde in Gwardeisk (Tapiau), einer Filialgemeinde der Auferstehungskirche in Kaliningrad (Königsberg) in der Propstei Kaliningrad der Evangelisch-lutherischen Kirche Europäisches Russland.